# Comuna de Nysa
Nysa (polaco: Gmina Nysa) é uma gminy (comuna) na Polónia, na voivodia de Opole e no condado de Nyski. A sede do condado é a cidade de Nysa.
De acordo com os censos de 2004, a comuna tem 60 306 habitantes, com uma densidade 277,1 hab/km².

## Área
Estende-se por uma área de 217,6 km², incluindo:
- área agricola: 68%
- área florestal: 9%

## Demografia
Dados de 30 de Junho 2004:
|                      | Total   | Total | Mulheres | Mulheres | Homens  | Homens |
| -------------------- | ------- | ----- | -------- | -------- | ------- | ------ |
|                      | pessoas | %     | pessoas  | %        | pessoas | %      |
| População            | 60 306  | 100   | 31 399   | 52,1     | 28 907  | 47,9   |
| Densidade (pop./km²) | 277,1   | 100   | 144,3    | 144,3    | 132,8   | 132,8  |

De acordo com dados de 2002, o rendimento médio per capita ascendia a 1310,96 zł.

## Comunas vizinhas
- Głuchołazy, Korfantów, Łambinowice, Otmuchów, Pakosławice, Prudnik